# Diaspidopus distinctus
Diaspidopus distinctus är en insektsart som beskrevs av Brimblecombe 1959. Diaspidopus distinctus ingår i släktet Diaspidopus och familjen pansarsköldlöss. Inga underarter finns listade i Catalogue of Life.